# Kevin Peter Hall
Kevin Peter Hall (* 9. Mai 1955 in Pittsburgh; † 10. April 1991 in Hollywood) war ein US-amerikanischer Schauspieler.

## Lebenslauf
Kevin Peter Hall wuchs in Pittsburgh auf, wo er die Penn Hills Senior High School besuchte und erfolgreich Basketball spielte. Nach der High School bekam Hall ein Stipendium an der George Washington University in Washington. Dort führte er das Basketballspielen fort, studierte jedoch Theaterwissenschaft. Auf den erfolgreichen Abschluss folgte ein Jahr in Venezuela.
Zurück in den USA, traf Hall auf Jay Fenichel, den er von der Universität kannte, und sie schrieben zwei Shows, die sie in Nachtclubs aufführten. Außerdem betrieben die beiden ein Büro, in dem sie ihr schauspielerisches Talent für Produktwerbung anboten. Zu dieser Zeit spielten beide auch Rollen in Fernsehproduktionen. Hall wurde durch seine enorme Körpergröße von 2,20 m zum gesuchten Darsteller für Monster und Aliens, spielte aber auch unmaskiert einige Gastrollen (z. B. in der letzten Folge von Ein Duke kommt selten allein). Einen kleinen Karriereschub brachte ihm 1985 eine Hauptrolle in der Fernsehserie Die Spezialisten unterwegs, die jedoch nach nur 16 Folgen eingestellt wurde. 1987 spielte er die Kreaturen in Bigfoot und die Hendersons und Predator. In Letzterem ist Hall auch kurz unmaskiert als Hubschrauberpilot zu sehen.
Seine letzten Hauptrollen waren wieder die Kreaturen in Predator 2 und der Sitcom Harry und die Hendersons, ein Ableger des Films Bigfoot und die Hendersons. Die Rolle des Bigfoots übernahm nach Halls Tod Dawan Scott, der auch in Die Spezialisten unterwegs bereits zwei Nebenrollen gespielt hatte. Ab 1992 steckte Brian Steele im Pelzkostüm.
Von 1989 bis 1990 spielte Hall in der Serie 227 mit. Bei den Dreharbeiten lernte er Alaina Reed kennen. Die beiden heirateten 1989, sowohl in der Serie als auch im richtigen Leben.
Im Herbst 1990 wurde er bei einem Verkehrsunfall verletzt. Während der Behandlung bekam er eine mit HIV infizierte Blutkonserve. Am 10. April 1991 starb Hall einen Monat vor seinem 36. Geburtstag infolge seines geschwächten Immunsystems an einer Lungenentzündung.

## Filmografie (Auswahl)
- 1979: Prophezeiung (Prophecy)
- 1980: Das Geheimnis der fliegenden Teufel (Without Warning)
- 1982: Dark Night – Sie greifen nach den Lebenden (One Dark Night)
- 1982: Labyrinth der Monster (Mazes and Monsters, Fernsehfilm)
- 1984: Wild Life (The Wild Life)
- 1984: E/R (Fernsehserie, 1 Episode)
- 1985: Harrys wundersames Strafgericht (Night Court, Fernsehserie, 1 Episode)
- 1985: Ein Duke kommt selten allein (The Dukes of Hazzard, Fernsehserie, 1 Episode)
- 1985–1986 Die Spezialisten unterwegs (Misfits of Science, Fernsehserie, 16 Episoden)
- 1986: Überfall im Wandschrank (Monster in the Closet)
- 1987: Bigfoot und die Hendersons (Harry and the Hendersons)
- 1987: Predator
- 1988: Manege frei für Pee Wee (Big Top Pee-wee)
- 1989: Shannon – Sein schwerster Fall (Shannon's Deal, Fernsehfilm)
- 1989: Raumschiff Enterprise – Das nächste Jahrhundert (Star Trek: The Next Generation, Fernsehserie, 1 Episode)
- 1989–1990: 227 (Fernsehserie, 7 Episoden)
- 1990: Predator 2
- 1991: Bigfoot und die Hendersons (Harry and the Hendersons, Fernsehserie, 16 Episoden)
- 1991: Highway zur Hölle (Highway to Hell)